# دیک وسن
دیک وسن (انگلیسی: Dick Wesson؛ ۲۰ فوریهٔ ۱۹۱۹ – ۲۷ ژانویهٔ ۱۹۷۹) گوینده و اعلان‌کنندهٔ فیلم و تلویزیون اهل ایالات متحده آمریکا بود.
از فیلم‌ها یا برنامه‌های تلویزیونی که وی در آن نقش داشته است، می‌توان به قطار هوایی و فراری اشاره کرد.